# Chevrolet Avalanche
El Chevrolet Avalanche es un modelo de camioneta pickup de cuatro puertas, cinco o seis pasajeros producido por el fabricante estadounidense General Motors para su marca Chevrolet. El Avalanche era un híbrido entre el SUV Chevrolet Suburban y la camioneta Chevrolet Silverado, compartiendo el chasis con el Suburban. A diferencia de una camioneta típica donde la plataforma está montada por separado de la cabina en el marco, la plataforma del Avalanche estaba integrada con la carrocería de la cabina.
También presentaba una "puerta intermedia" detrás de la segunda fila de asientos que se podía plegar, junto con los asientos, para crear un área de cama más larga. El Avalanche se produjo a lo largo de dos generaciones, desde 2001 hasta 2013.
Rompiendo con una larga tradición, el Avalanche no estaba disponible como GMC, sino sólo como Chevrolet. En cambio, Cadillac vendería un Avalanche rebautizado; sin embargo, el diseño de la puerta central se adaptaría para su uso en GMC Envoy XUV y Hummer H2 SUT.

## Primera generación (2002-2006)

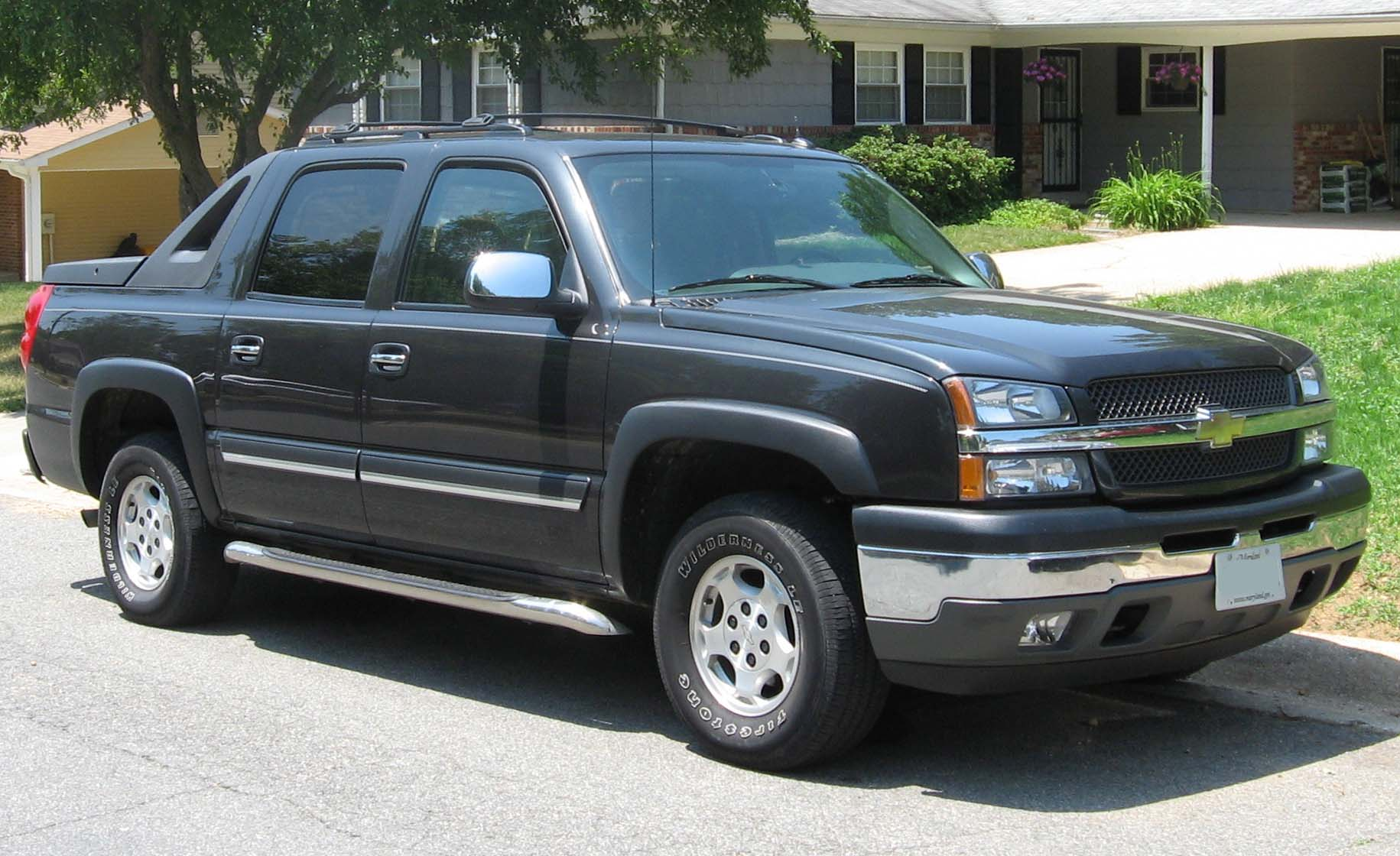
2003-06 Chevrolet Avalanche.

La primera generación de la Chevrolet Avalanche, fue lanzada en el mes de septiembre de 2001 y presentada como modelo 2002. Fue proyectada y desarrollada sobre una versión de la plataforma GMT800 para vehículos grandes, como el Chevrolet Suburban o el Cadillac Escalade. Las primeras Avalanche presentaron detalles de diseño, como por ejemplo un revestimiento de plástico en su carrocería color gris claro, destinado a proporcionar una percepción visual distinta en la parte trasera, con relación a la Suburban. Otro detalle presente también fue el diseño de su frontal, el cual anticipaba cómo iba a ser la nueva corriente de diseño de frontales para toda la gama de Chevrolet.
Una tira de cromo que se extendía en forma transversal a lo largo del frontal, dividía cada conjunto óptico y la parrilla, siendo complementado con un logotipo de Chevrolet en color oro ubicado en el centro. El capó y los guardabarros presentaban pliegues agresivos, mientras que su espacio de carga era relativamente pequeño en comparación con otros modelos montados sobre el chasis GMT800.